# Леброн, Лолита
Лолита Леброн (исп. Lolita Lebrón, полностью Долорес Леброн Сотомайор (исп. Dolores Lebrón Sotomayor); 19 ноября 1919, Ларес, Пуэрто-Рико — 1 августа 2010, Сан-Хуан, Пуэрто-Рико) — пуэрто-риканская националистка, осуждённая за покушение на убийство и другие преступления в ходе вооружённого нападения на американский Капитолий в 1954 году, в результате которого были ранены пять членов Конгресса США. Она была освобождена из тюрьмы в 1979 году после того, как президент Джимми Картер даровал ей помилование. Леброн родилась и выросла в Ларесе (Пуэрто-Рико), где вступила в Либеральную партию Пуэрто-Рико. В юности она познакомилась с Франсиско Матосом Паоли, пуэрто-риканским поэтом, с которым у неё были отношения. В 1941 году Леброн переехала в Нью-Йорк, где вступила в Пуэрто-риканскую националистическую партию, став влиятельной фигурой в партийном руководстве.
В начале 1950-х годов Националистическая партия начала серию революционных акций, в том числе восстание в Хаюе в 1950 году, выступавшее против американского присутствия на острове. Они провели эти нападения в знак протеста против ложных заявлений правительства США и Луиса Муньоса Марина о том, что Пуэрто-Рико больше не будет подчиняться США. В рамках этой кампании Педро Альбису Кампос приказал Леброн организовать атаки в США, сосредоточив внимание на местах, которые были «наиболее стратегически важными для противника». Леброн возглавила группу националистов, напавших на Палату представителей США в 1954 году.
В результате она была осуждена, признана виновной и заключена в тюрьму. Леброн провела в заключении 25 лет, в 1979 году Джимми Картер смягчил наказания членам группы, участвовавшей в нападении. После своего освобождения в 1979 году они вернулись в Пуэрто-Рико, где сторонники независимости Пуэрто-Рико тепло встретили их. В последующие годы Леброн продолжала участвовать в деятельности в поддержку независимости Пуэрто-Рико, включая протесты против существования базы ВМС США на Вьекесе. Её биография впоследствии была подробно описана в книгах и документальном фильме. 1 августа 2010 года Леброн умерла от осложнений кардиореспираторной инфекции.

## Ранние годы
Долорес Леброн Сотомайор родилась в семье Гонсало Леброна Берналя и Рафаэлы Сото Лусиано в Песуэле, баррио пуэрто-риканского муниципалитета Ларес. У неё было три брата (Аугусто, Гонсало-младший и Хулио) и сестра Ауреа. Леброн росла в асьенде Песуэлас. Гонсало Леброн работал бригадиром в асьенде, получая зарплату в размере 30 долларов в месяц. Владелец асьенде разрешил его семье жить в «маленьком доме», а также выращивать продукцию.
В Песуэле Леброн училась в небольшой местной школе. В ранние годы она переболела пневмонией после того, как случайно упала в сточную канаву, полную воды. Болезнь сказалась на её здоровье и она не могла заниматься какой-либо деятельностью наравне со своими братьями, не чувствуя усталости. У неё развивался интровертный тип личности, она любила созерцать, часто проводя время, любуясь природой вокруг асьенды.
Из Песуэлы семья перебралась в Мирасоль (также муниципалитет Ларес), где Гонсало Леброн управлял асьендой, принадлежавшей Эмилио Вилельясу. Там Леброн училась в местной государственной школе. Закончив шестой класс, она поступила в Сегунду Унидад Рураль, среднюю школу, располагавшуюся в Бартоло, соседнем баррио, которую закончила в восьмом классе.
Леброн славилась необычайно красивой внешностью и в подростковом возрасте заняла первое место на ежегодном конкурсе красоты «Королева майских цветов», проходившем в Ларесе. Хотя её отец и был атеистом, Леброн был крещена в католической вере, когда ей было 14 лет, как и другие её братья и сёстры. Во время празднования крещения она познакомилась с Франсиско Матосом Паоли, который стал её первым парнем. Паоли и Леброн переписывались, обмениваясь между собой написанными ими же стихами. По словам Хоссианны Арройо, Лолите была свойственна «мистическая лирика, центральное место в которой занимало то, что она называла „видениями“, наполненными религиозной символикой». Семья Паоли выступала против их отношений, потому что они считали Леброн хибаро (крестьянкой). Её отец также не был рад этим отношениям и приказал ей прекратить писать Паоли. Тем не менее, они оба продолжали вести переписку, пока Паоли не уехал из города.
В итоге Леброн перебралась в Сан-Хуан, где изучала шитье и продолжала обмениваться посланиями с Паоли. Она чувствовала себя обязанной вернуться в Ларес, поскольку её отец был тяжело болен туберкулёзом. Семья была вынуждена оставить дом в асьенде, но позднее Рамон Сантьяго предоставил им новый дом.
Леброн взяла на себя заботу об отце. Она ездила в соседний город, где покупала лекарства для своего отца, которые она давала ему каждые 70 минут. В течение семи дней она не спала и не ела, ухаживая за ним. После его смерти Леброн начала зарабатывать на жизнь пошивом одежды.

## Политический активизм
Хотя Леброн с юных лет была членом Либеральной партии, она не проявляла никакого интереса к политике. Однако всё изменилось после 21 марта 1937 года, когда группа активистов из Пуэрто-риканской националистической партии была убита во время мирного протеста. Эти события стали известны как резня в Понсе. Леброн, которой в то время было 18 лет, приобщилась к националистической идеологии, находясь под впечатлением от этой расправы. В то же время Леброн вышла замуж за местного инженера, следуя пожеланиям своей семьи. Когда ей исполнился 21 год, она родила своего первенца ― дочь Глэдис, которая осталась под опекой Рафаэлы Лусиано после того, как Леброн разошлась с мужем и переехала в Нью-Йорк. Там у неё начались проблемы с поиском работы, которые преимущественно были связаны с тем, что она не очень хорошо владела английским языком. Леброн работала швеёй на нескольких фабриках. Из нескольких мест её уволили из-за того, что начальники считали её «бунтаркой», так как она протестовала против дискриминации, которую она наблюдала в отношении пуэрто-риканских рабочих. Эти обстоятельства оказали большое влияние на её националистические взгляды, в результате она установила контакт с членами освободительного движения Пуэрто-Рико. Она поступила в колледж Джорджа Вашингтона, где училась в течение двух лет в свободное от работы время. Она вновь вышла замуж, когда ей было 22 года, и родила второго ребёнка, которого через год отправила в Пуэрто-Рико к матери. Леброн решила развестись и со вторым супругом, потому что чувствовала, что тот угнетает её. В 1943 году наблюдалась массовая миграция пуэрториканцев из Пуэрто-Рико в Нью-Йорк, состоящая преимущественно из хибаро, искавших работу. Леброн всё больше разочаровывалась в американской действительности, когда наблюдала за своими соотечественниками, вынужденными жить в нищете, в условиях социального разложения и предрассудков, и она стала более активной в националистических кругах. В 1946 году она официально стала членом Пуэрто-риканской националистической партии, следуя совету своего друга. За это время она прониклась восхищением президентом партии Педро Альбису Кампосом, изучая его биографию и внимая его идеалам. После вступления в партию Леброн непреднамеренно включила некоторые из своих собственных инициатив в цели организации, касающихся социалистических и феминистских идеалов. Она выступала за более активное участие женщин в общественной жизни и политике, новые экономические системы и социальные реформы, которые защитили бы права женщин и детей. Её постоянное участие в делах партии принесло ей несколько высоких должностей в ней, в том числе секретаря, вице-президента и исполнительного делегата в Нью-Йорке.
21 мая 1948 года в Сенат Пуэрто-Рико был внесён законопроект, ограничивавший права независимых и националистических движений на острове. Сенат, контролируемый Народно-демократической партией и возглавляемый Луисом Муньосом Марином, одобрил его в тот же день. Этот законопроект, напоминавший антикоммунистический Акт Смита, принятый в США в 1940 году, стал известен как Закон о кляпе, когда назначенный США губернатор Пуэрто-Рико Хесус Торибио Пиньеро подписал его 10 июня 1948 года.
В соответствии с этим новым законом запрещалось печатать, публиковать, продавать или демонстрировать любые материалы, предназначенные для парализации деятельности или уничтожения правительства острова, а также организовывать какое-либо общество, группу или собрание людей с аналогичными деструктивными намерениями. Этот акт сделал незаконным исполнение патриотических песен и ужесточил закон 1898 года, сделавший подсудным делом вывешивание флага Пуэрто-Рико. Любой, кто был признан виновным в неповиновении новому закону каким-либо образом, подлежал наказанию в виде тюремного заключения на срок до десяти лет, штрафа в размере до 10 000 долларов США (эквивалентно 106 000 долларов США в 2019 году) или и того, и другого одновременно. По мнению Леопольдо Фигероа, единственного члена Палаты представителей Пуэрто-Рико не от Народно-демократической партии, закон был репрессивным и нарушал Первую поправку к Конституции США, которая гарантирует свободу слова. Он указал, что закон как таковой является нарушением гражданских прав народа Пуэрто-Рико.
1 ноября 1950 года, после серии бунтов в Пуэрто-Рико, к которым относились восстание в Хаюе и Утуадо, кульминацией которых стала резня, Оскар Кольясо и Гриселио Торресола проникли в резиденцию Гарри Трумэна с письмом, написанным Альбису Кампосом и адресованным Трумэну. Между ними и охранником, бывшим там, началась перестрелка, в результате которой Торресола был убит. Кольясо был тяжело ранен, но выжил и был приговорён к смертной казни американским судом присяжных. Пуэрто-риканская националистическая партия заявила, что их целью было «привлечь внимание к факту сохранения колониального статуса Пуэрто-Рико», в то время как американское правительство и средства массовой информации рассматривали эти действия как попытку убийства. После приговора Леброн примкнула к «Комитету защиты Оскара Кольясо», участвуя в многочисленных публичных манифестациях, которые в конечном итоге привели к смягчению наказания по воле президента. 25 июля 1952 года Пуэрто-Рико получил свой нынешний статус ассоциированной территории по конституции, обнародованной Луисом Муньосом Марином, первым избранным губернатором острова. В 1954 году Леброн получила письмо от Альбису Кампоса, в котором он заявил о своем намерении отдать приказ атаковать «три места, наиболее стратегически важные для противника».

## Нападение на Палату представителей США

### Подготовка к нападению
Альбису Кампос переписывался с 34-летней Леброн из тюрьмы, которой он и сообщил о выбранной им группе националистов, в которую входили Рафаэль Миранда, Ирвин Флорес и Андрес Фигероа Кордеро, для нападения на стратегически важные места в Вашингтоне, столице США. Получив этот приказ, она передала его руководству Националистической партии в Нью-Йорке, и, хотя два её члена неожиданно не согласились с ним, реализация плана была продолжена. Леброн решила возглавить группу, несмотря на то, что Альбису Кампос не приказывал ей непосредственно участвовать в нападении. Она изучила план, определив возможные его слабые места, и пришла к выводу, что единственная атака на Палату представителей будет более эффективной нежели на несколько объектов. Нападение должно было произойти 1 марта 1954 года. Эта дата была выбрана потому, что она совпадала с открытием Межамериканской конференции в Каракасе. Леброн намеревалась привлечь внимание к проблеме независимости Пуэрто-Рико, особенно латиноамериканских стран, участвовавших в этой конференции.

### Нападение
Утром 1 марта Леброн отправилась на Центральный вокзал Нью-Йорка, где встретилась с остальными участниками группы. Как только они прибыли к американскому Капитолию, Рафаэль и Миранда предложили отложить нападение, поскольку было поздно и шёл дождь. Леброн ответила, что в таком случае пойдёт одна, и продолжила путь внутрь здания. Остальные последовали за ней. Они расценивали это нападение как государственный переворот, самый важный революционный акт в истории движения за независимость Пуэрто-Рико, четвёртым восстанием после Грито де Ларес, Интентона де Яуко и восстания в Хаюе. Члены группы сохраняли спокойствие и были преисполнены оптимизмом, направляясь к Конгрессу.
Когда группа Леброн достигла галереи для посетителей над залом в Конгрессе, они сели там, пока представители обсуждали экономику Мексики. Вскоре после того, как они закончили это делать, Леброн отдала приказ группе начинать, заговорщики быстро прочитали молитву Господню. Затем Леброн встала и крикнула «Да здравствует свободный Пуэрто-Рико!» (исп. ¡Viva Puerto Rico Libre!) и развернула флаг Пуэрто-Рико. Группа открыла огонь из полуавтоматических пистолетов. Леброн утверждала, что она стреляла в потолок, в то время как пистолет Фигероа заклинило. Было произведено около 30 выстрелов (большинство Мирандой по его же словам), в результате чего были ранены пять законодателей. Один представитель, Элвин Морелл Бентли из Мичигана, получил серьёзное ранение в грудь. После ареста Леброн крикнула: «Я пришла не убивать, я пришла умереть за Пуэрто-Рико!».

### Суд и тюремное заключение
Леброн со своими соратниками была обвинена в покушении на убийство и других преступлениях. Она была заключена в Федеральное исправительное учреждение для женщин в Олдерсоне (штат Западная Виргиния). Судебный процесс начался 4 июня 1954 года с соблюдением строгих мер безопасности, и судья Александр Холцофф председательствовал на нём. Коллегия присяжных состояла из семи мужчин и пяти женщин, личности которых держались в секрете от средств массовой информации.
Сторону обвинения возглавлял Лео А. Ровер. В рамках этого судебного процесса дали показания 33 свидетеля. Рут Мэри Рейнольдс, «американско-пуэрто-риканская националистка» и организация, которую она основала, «Американская лига за независимость Пуэрто-Рико», встала на защиту Леброн и трёх других националистов. Леброн и другие члены группы были единственными свидетелями со стороны защиты, в рамках своих показаний она утверждала, что они «пришли, чтобы умереть за свободу своей родины». В своей 20-минутной речи перед присяжными на суде Леброн заявила, что её «распинают за свободу своей страны».
В начале судебного процесса Леброн сохраняла спокойствие, жалуясь через своих адвокатов на казавшейся ей проявление неуважения к флагу, когда тот был представлен в качестве доказательства. Она громко запротестовала, когда защита предположила, что нападавшие на Капитолий, возможно, страдали психической нестабильностью во время совершения преступления. 16 июня 1954 года присяжные признали всех четверых подсудимых виновными. Утром 8 июля 1954 года Леброн узнала о смерти своего сына за несколько минут до оглашения приговора. В начале слушания она вела себя тихо, но в какой-то момент, не в силах сдерживаться, впала в истерику. Ровер требовал смертной казни, но Хольцофф предпочёл приговорить их к максимально длительным срокам тюремного заключения. В случае Леброн это было от 16 до 50 лет, в зависимости от её последующего поведения.
Вернувшись в тюрьму, она впала в состояние шока, получив официальное подтверждение о смерти своего сына, и не разговаривала ни с кем в течение трёх дней. 13 июля 1954 года четверо националистов были доставлены в Нью-Йорк, где они не признали себя виновными в деле по обвинению в «попытке свергнуть правительство США». Одним из свидетелей обвинения был Гонсало Леброн-младший, который дал показания против своей сестры. 26 октября 1954 года судья Лоуренс Э. Уолш признал всех подсудимых виновными в заговоре и приговорил их к шести дополнительным годам тюремного заключения.
Леброн была приговорена к 50-летнему тюремному заключению. По её словам, первые два года в тюрьме были самыми трудными, поскольку ей пришлось в это время пережить смерть своего сына и матери. Связь с братьями и сёстрами отсутствовала. Леброн не могла принимать письма от своей сестры, поскольку в тюрьме разрешалась только корреспонденция на английском языке. Общение с внешним миром тогда не допускалось. Позже оно было разрешено после того, как несколько заключённых объявили голодовку, длившуюся три с половиной дня. Из-за участия в ней Леброн в течение некоторого времени не разрешалось выполнять работу за пределами своей камеры, хотя в конце концов ей разрешили работать в лазарете. Находясь в тюрьме, группа судей предложила ей условно-досрочное освобождение в обмен на публичные извинения, что она с негодованием отвергла.
После завершения первых 15 лет заключения социальный работник Леброн сказал ей, что она может ходатайствовать об условно-досрочном освобождении, но она не проявила интереса к этому предложению и никогда не подписывала необходимые для этого документы. Из-за этого ей было предписано присутствовать на заседании пенитенциарного комитета, где она представила свои письменные показания, выражающие её позицию по поводу предложения об условно-досрочном освобождении, а также по другим вопросам, включая терроризм, политику и использование США атомной бомбы. После этого, другие заключенные с недоверием отнеслись к её намерениям отказаться от предложения, что вынудило её дистанцироваться от них и сосредоточиться на учёбе, а также на написании стихов. В течение периода заключения возрос интерес Леброн к религии. Дочь Леброн Глэдис умерла в 1977 году, когда её мать находилась в тюрьме.

## Поздние годы и смерть
В 1979 году президент США Джимми Картер смягчил приговоры Лолите Леброн, Ирвину Флоресу и Рафаэлю Миранде после того, как те отсидели 25 лет в тюрьме. Андрес Фигероа Кордеро был освобожден из тюрьмы ранее из-за неизлечимой болезни. Губернатор Пуэрто-Рико Карлос Ромеро Барсело публично выступил против послаблений, предоставленных Картером, заявив, что это будет способствовать росту терроризма и подрыву общественной безопасности. По возвращении на родину Леброн была встречена своими сторонниками как героиня. Леброн вышла замуж за Серхио Ирисарри Риверу и продолжила участвовать в деятельности в поддержку независимости Пуэрто-Рико. Она познакомилась со своим избранником, когда была в тюрьме, а Националистическая партия поручила ему следить за её здоровьем. Их брак был заключён через восемь лет после их знакомства. Они переехали в небольшой дом в Лоисе, обладавший несколькими отличительными чертами, к которым относились религиозная иконография и большой флаг Пуэрто-Рико в гостиной.

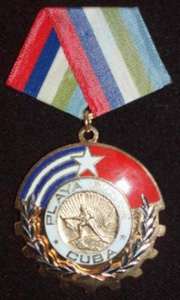
Кубинский «орден Плая-Хирон»

В 1979 году Лолита Леброн, Ирвин Флорес, Рафаэль Кансель Миранда и Оскар Кольясо получили распоряжение от Альбису Кампоса проявить доблесть и жертвенность перед представителями 51 страны на Международной конференции в поддержку независимости Пуэрто-Рико, состоявшейся в Мехико.
В том же году Леброн и её соратники были награждены орденом Плая-Хирон на Кубе, который является национальной наградой, присуждаемой Государственным советом Кубы кубинцам или иностранцам за их ведущую роль в борьбе с империализмом, колониализмом и неоколониализмом или за вклад в мир и прогресс человечества. Он был учреждён в 1961 году и назван в честь пляжа Плая-Хирон, места кубинской победы в бухте Кочинос.
22 мая 2000 года она ошибочно предъявила обвинения в вербальной агрессии в адрес Нивеа Эрнандес, матери тогдашнего сенатора Пуэрто-Рико Кеннета Макклинтока, впоследствии главы Сената Пуэрто-Рико, после того, как между ней и неизвестной женщиной в аптеке в Сан-Хуане произошла ссора. Об этом случае стало известно после того, как сотрудник аптеки ошибочно опознал зачинщика как Эрнандес, которая в тот момент восстанавливалась после операции и умерла спустя два месяца.
Леброн продолжала активно участвовать в борьбе за независимость Пуэрто-Рико и участвовала в акциях протеста против присутствия военно-морских сил США на Вьекесе. Она выступала в качестве свидетеля в «Международном трибунале по нарушениям прав человека в Пуэрто-Рико и на Вьекесе», состоявшемся 17-21 ноября 2000 года на острове Вьекес. По данным местной газеты El Vocero, аудитория устроила Леброн овацию, когда та сказала в конце своего выступления: «Я имела честь возглавить акт против американского Конгресса 1 марта 1954 года, когда мы потребовали свободы для Пуэрто-Рико и сказали всему миру, что мы — захваченная страна, оккупированная и оскорблённая США. Я очень горжусь тем, что выступила в тот день, что откликнулась на призыв родины». 26 июня 2001 года Леброн оказалась среди группы протестующих, которые были арестованы за незаконное проникновение в запретную зону на Вьекесе. 19 июля 2001 года она была приговорена к 60 дням тюремного заключения по обвинению в незаконном проникновении на территорию Военно-морского флота США. К тому времени Леброн уже отсидела 23 дня в тюрьме с момента её июньского ареста, и ей оставалось ещё 37 дней. Менее чем через два года после акции протеста Леброн на Вьекесе, 1 мая 2003 года, ВМС США покинули Вьекес и передали свои объекты правительству Пуэрто-Рико. После этого Леброн продолжила своё участие в других мероприятиях в поддержку независимости Пуэрто-Рико.
4 сентября 2005 года Леброн и её муж были доставлены в больницу после того, как пожар затронул часть их дома, причинив материальный ущерб в размере 14 000 долларов.
Леброн была одним из политических лидеров, выступавших против праймериз Демократической партии на Пуэрто-Рико, которые состоялись 1 июня 2008 года. Они ожидали низкой явки избирателей на этом мероприятии, заявив при этом, что Пуэрто-Рико «заслуживает суверенитета». 10 июня 2008 года Леброн получила перелом бедра и запястья после случайного падения в своём доме. Она перенесла корректирующую операцию в больнице Сан-Хуана. В 2009 году разрабатывался проект фильма на основе жизни Леброн, с актрисой Евой Лонгорией в её роли, но он так и не был снят.
В период с 2008 по 2010 год Леброн несколько раз попадала в больницу, в первую очередь из-за падения, в результате которого она сломала бедро и руку, требовавшего хирургического вмешательства. 18 сентября 2009 года у неё произошел значительный рецидив из-за сердечно-респираторной инфекции. Леброн поправилась и выпустила пресс-релиз в знак признательности за поддержку себя со стороны общественности. От осложнений от бронхита, однако, она страдала в течение всего 2010 года, что привело к её смерти 1 августа того же года. Несколько общественных деятелей, которые поддерживали независимость или свободную ассоциацию Пуэрто-Рико, немедленно стали оплакивать смерть Леброн, восхваляя её активность в деле независимости. О ней хорошо отозвались и в некоторых европейских газетах.

## Память
Леброн были посвящены картины, книги и документальный фильм. Мексиканский художник Октавио Окампо создал плакат с изображением Леброн, который был выставлен в Галерее де ла Раса в Сан-Франциско (штат Калифорния). В чикагском парке Гумбольдта есть фреска, изображающая Леброн среди других известных пуэрториканцев. В дополнение к этим работам Леброн стала популярным объектом в искусстве шелкографии. Одной из таких работ, которая привлекла большое внимание, является произведение Линды Лусеро «Лолита Леброн: ¡Viva Puerto Rico Libre!». Художница заинтересовалась судьбой политических заключенных, содержащихся в США, и Леброн выделялся для неё как потенциальный объект для плаката, посвященного формированию сообщества. Кроме того, как житель района Сан-Франциско, в латиноамериканском населении которого доля пуэрториканцев составляла лишь небольшой процент, решение Лусеро изобразить Леброн было неожиданным и, возможно, отражало тезис о «внутренней колонии». Одним из наиболее часто обсуждаемых элементов её работы является то, что Леброн, как правило, рассматриваемая пуэрториканцами как белая женщина, была изображена с использованием жжёной сиены, подчёркивающей её смуглую кожу. Плакат воспринимается критиками как изображение Леброн как созерцательной, страдающей фигуры, которую некоторые исследователи считают воплощением «расового колониального субъекта, страдающего от рук имперской власти». Это художественное изображение Леброн контрастирует с распространённой интерпретацией её образа в американской прессе как роковой женщины. Это произведение Лусеро получило широкое признание и ныне находится в Смитсоновском музее американского искусства.
Ещё одним шелкографическим изображением Леброн, также хранящимся в Смитсоновском музее американского искусства, является работа «Лолита Леброн, пуэрто-риканский борец за свободу» Маркоса Димаса. В отличие от страдающей Леброн Лусеро или её образа в СМИ как террориста с такими заголовками, как «Когда террор носил губную помаду», Димас представляет Лолиту Леброн в «героическом» облике, показывая её в три четверти профиля с вызывающе поднятыми глазами и решительным взглядом вперёд, повторенным четыре раза в той же цветовой палитре на плакате.
Сценарист, режиссёр и кинопродюсер Джудит Эскалона планирует снять фильм о жизни Леброн, а Федерико Рибес Товар опубликовал книгу под названием «Lolita la Prisionera».
На памятнике участникам восстания в Хаюе в Маягуэсе (Пуэрто-Рико), установлена мемориальная доска в честь женщин Пуэрто-риканской националистической партии. Имя Леброн находится в первой строке третьего столбца.

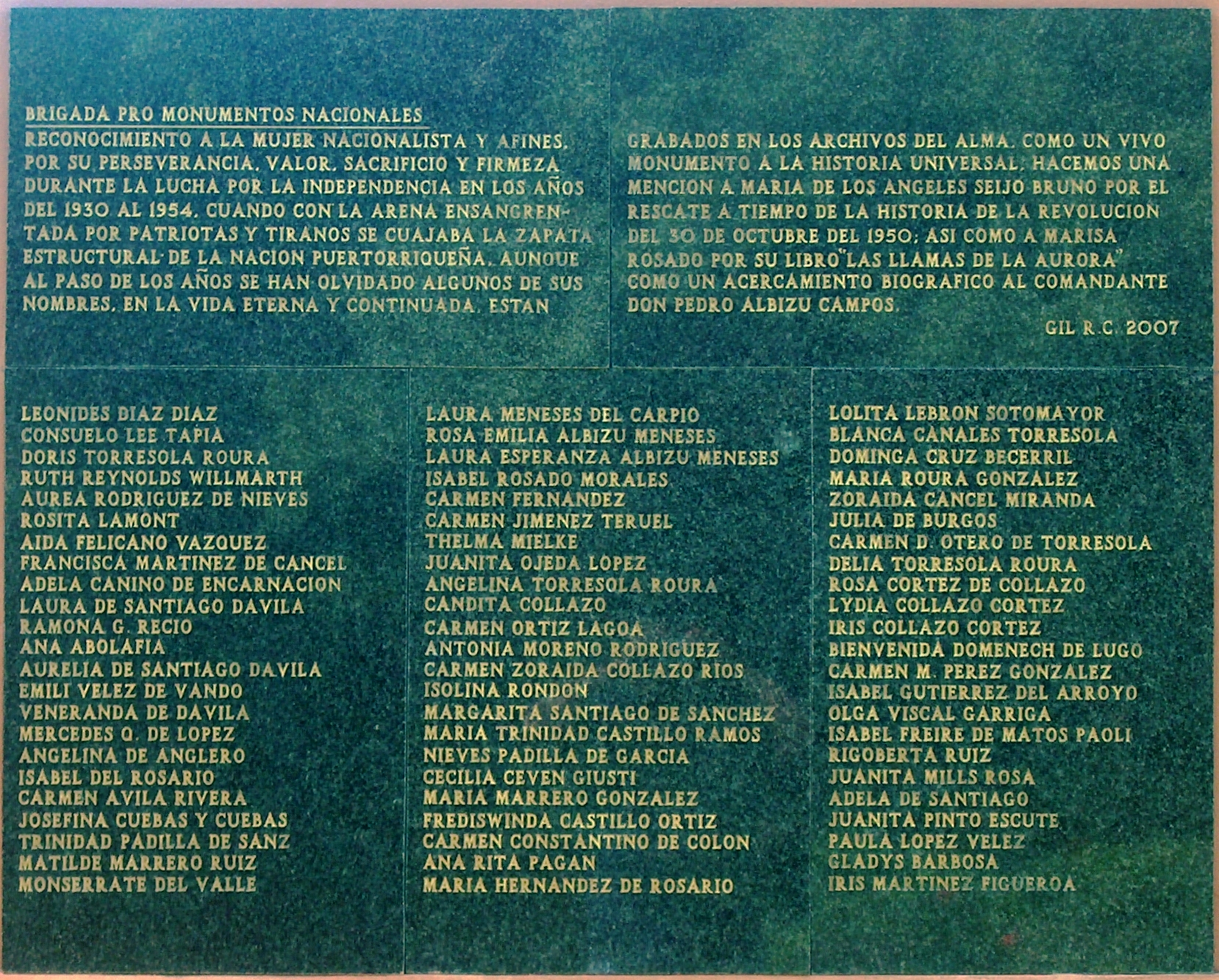
Мемориальная доска в честь женщин Пуэрто-риканской националистической партии

Среди книг, рассказывающих историю Леброн, выделяется «Дамская галерея: мемуары о семейных тайнах» Ирен Вилар, внучки Леброн. Автор критикует свою бабушку как далёкую от семьи, воинственную фигуру, которая принесла множество страданий и проблем своим близким, с которыми она сама всё ещё до конца не справилась. В книге также рассказывается о смерти единственной дочери Леброн, матери Вилар, как о самоубийстве.
Внучка Леброн, Вилар, возможно, немного изменила своё мнение о бабушке после того, как ураган Мария опустошил Пуэрто-Рико. Она вспомнила слова своей бабушки, которая часто говорила, что если пуэрториканцы смогут прокормить себя, то у них будет своя страна. Вилар обратилась за пожертвованиями семян (фермеры потеряли всё) и получила их «так много, что мы не знали, что с ними делать», поэтому она основала «Фонд устойчивости» с Тарой Родригес Бесосой. Она осознавала, что они должны работать быстро, чтобы спасти фермы и обеспечить их хозяев средствами к существованию.